# Ophiomyia negrosensis
Ophiomyia negrosensis är en tvåvingeart som beskrevs av Spencer 1962. Ophiomyia negrosensis ingår i släktet Ophiomyia och familjen minerarflugor. Inga underarter finns listade i Catalogue of Life.